# 藤田文子 (歴史学者)
藤田 文子（ふじた ふみこ、1944年1月9日-　）は、日本のアメリカ文化学者、津田塾大学名誉教授。

## 人物
北海道出身。1966年に津田塾大学学芸学部英文学科を卒業し、その後に東京大学大学院へ進み、社会学研究科（国際関係論）修士課程を1969年に修了。1971年まで東京大学教養学部助手、ニューヨーク市立大学大学院(歴史学)博士号取得。津田塾大学英文学科教授を務めた。
2014年に定年となり名誉教授。夫は藤田博司・元上智大学教授。

## 著書
- 『北海道を開拓したアメリカ人』新潮選書 1993
- American Pioneers and the Japanese Frontier : American Experts in Nineteenth-Century Japan  Greenwood Press 1994.
- 『アメリカ文化外交と日本 冷戦期の文化と人の交流』東京大学出版会 2015

共編
- 『アメリカに生きる日本女性たち 在米津田塾同窓生の軌跡』草間照子共編 ドメス出版 2005

### 翻訳
- R.ホフスタッター『学問の自由の歴史 1 カレッジの時代』井門富二夫共訳 東京大学出版会 1980
- デイヴィッド・A.ホリンガー『ポストエスニック・アメリカ 多文化主義を超えて』明石書店 明石ライブラリー 2002
- アーサー・シュレジンガー, Jr.『アメリカ大統領と戦争』藤田博司共訳 岩波書店 2005